# Marcial Gómez Parejo
Pour les articles homonymes, voir Gómez et Parejo.
Marcial Gómez Parejo (Hinojosa del Duque, Province de Cordoue, Espagne, 5 juillet 1930 – Cordoue, 1er juin 2012) était un peintre et illustrateur andalou connu pour son travail d'imagination et de réalisme magique,.
Dans ses débuts artistiques, entre 1949 et 1953, a été influencé par l'artiste comique américain Alex Raymond, créateur de Flash Gordon. La balle, dit-il, signifiait sa connexion initiale à l'expression artistique. 
Dans les années 1960, il a commencé à travailler pour l'industrie du textile à Barcelone, où il a créé la série de gouache avec des influences du constructivisme géométrique, avec des motifs végétaux et autres arts décoratifs de l'Europe du Nord et de l'Union soviétique, les lieux qu'il a visités dans cette décennie.
Depuis les années 1970 Marcial a quitté le monde de l'estampage et a commencé une peinture à l'huile figurative avec des infiltrations surréalistes en dialogue avec un type de réalisme magique très personnelle et a commencé à exposer dans différentes galeries.

## Prix et Expositions

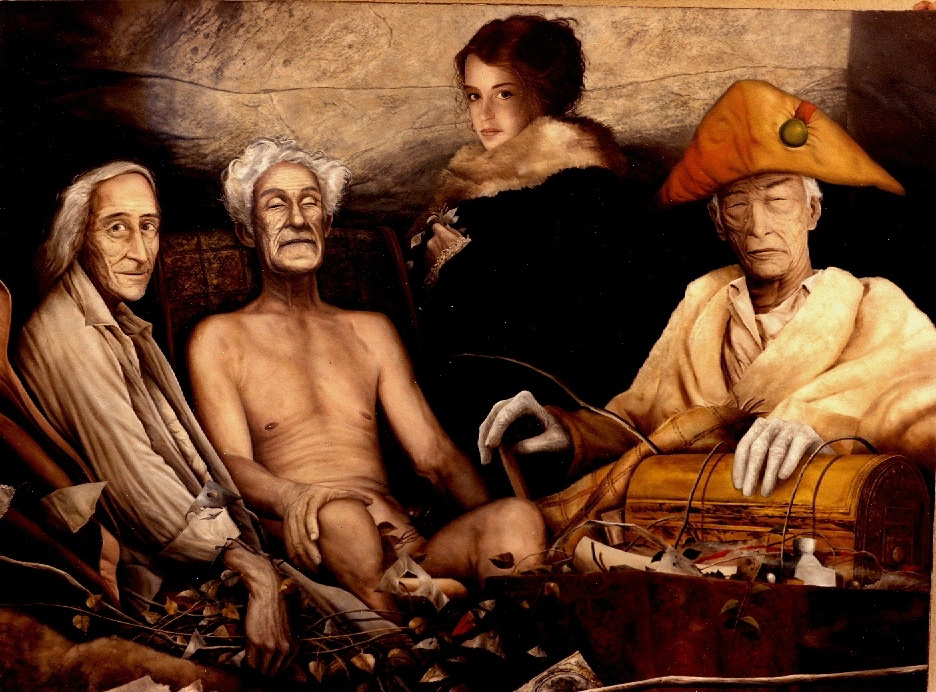
El sueño de un caduco (Le rêve d'un décrépit) Huile/toile 180x140 cm (1980)

Liste des prix et des expositions Marcial Gomez Parejo :
- 1969 : Premier prix du I concours de dessin textile, Barcelone[5].
- 1971 : Deuxième prix du III concours de dessin textile, Barcelone[6].
- 1978 : Galerie Haurie, Séville, Espagne.
- 1978 : Le nouveau réalisme et l'école de Séville en Galerie Heller, Madrid, Espagne. (Exposition de groupe)
- 1979 : Hommage à Bosco à la galerie Majke Hüsstege, Bois-le-Duc, Pays-Bas. (Exposition de groupe)
- 1980 : Heller Gallery, Madrid, Espagne.
- 1980 : Galerie Lieve Hemel-à, Amsterdam, Pays-Bas. (Exposition de groupe)
- 1986 : ARCO (Foire Internationale d'Art Contemporain), Madrid, Espagne
- 1986 : Galerie Il Cenacolo, Piacenza, Italie. (Exposition de groupe)
- 1987 : Galerie Marelle, Madrid, Espagne.
- 1988 : Médaille d'honneur pour les finalistes dans la Peintres pour 1992 de la Caja Provincial de Córdoba, pour le travail Interior en ocres (Ocre intérieur)[7].
- 1989 : Galerie Nolde, Navacerrada, Espagne.
- 1992 : Galerie Marelle, Madrid, Espagne.
- 1998 : Salon des expositions Cajasur Córdoba.
- 2004 : Exposition rétrospective au Palais de la Merced, Beaux-Arts Fondation Rafael Boti, Córdoba, Espagne[8].
- 2011: Magischer Realismus aus Spanien. Im Schatten der Träume (Dans l'ombre des rêves. Du réalisme magique en Espagne) au Musée Panorama, Bad Frankenhausen, Allemagne. (Exposition de groupe avec Luis Sáez, José Hernández, Eduardo Naranjo, Vicente Arnas, José Veies et Dino Valls)[9].

## Galerie

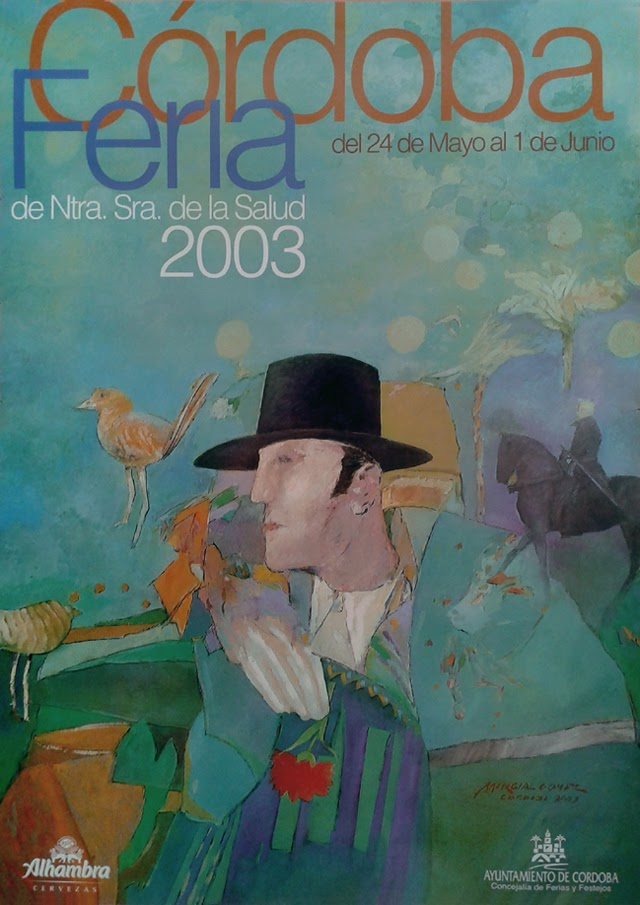
Affiche du  Feria de Córdoba (2003)
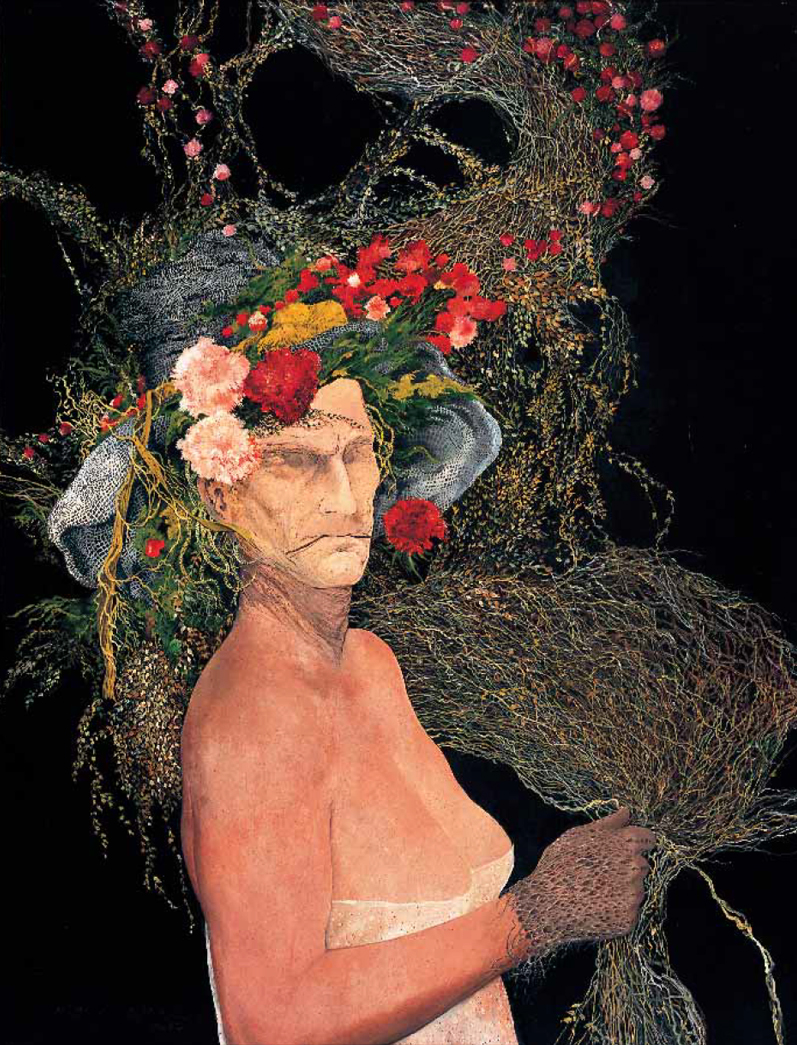
Antonella Huile/bois 80x80 cm (1979)
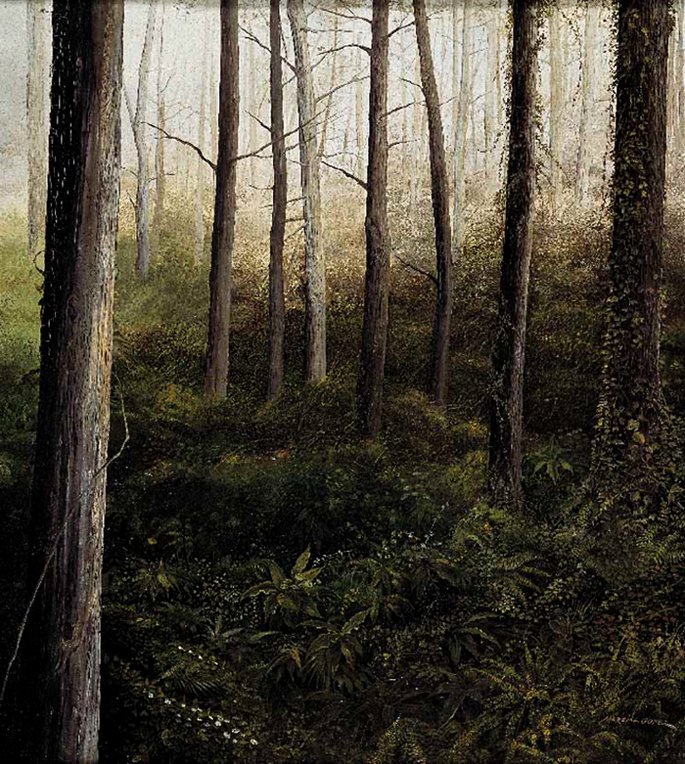
Bosque (Forêt) Huile/toile 38x33 cm (1977)
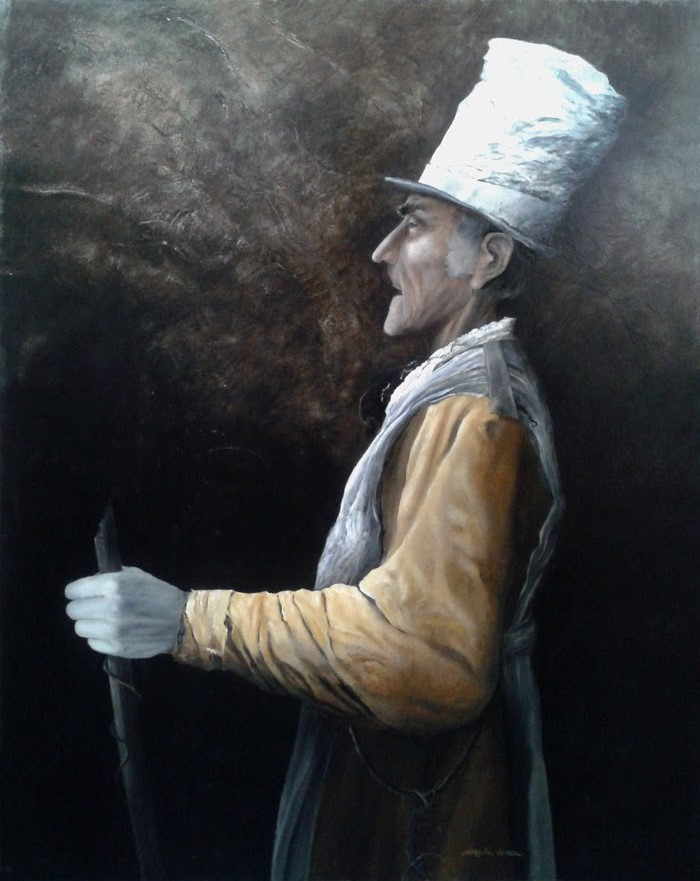
S.T. Huile/bois 75x50 cm (1976)
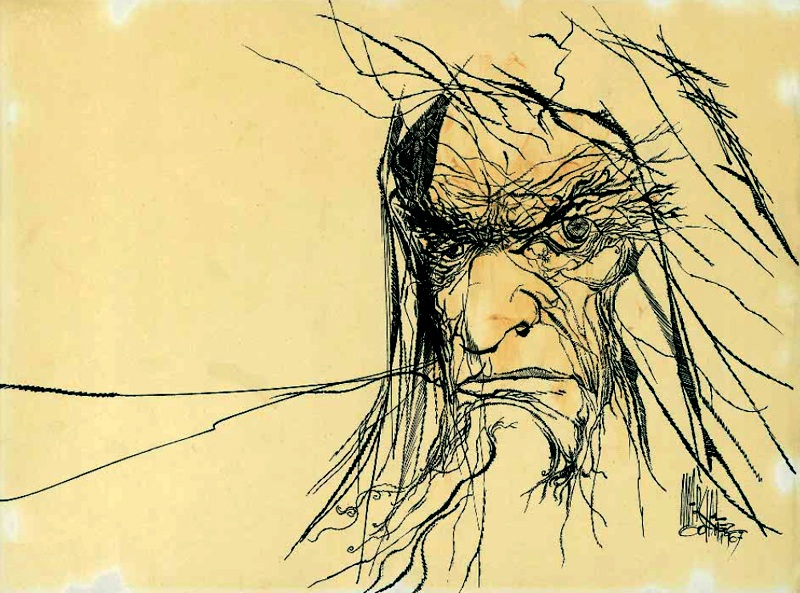
S/T. Encre/papier 30x21 cm (1967)